# 1866 Sisyphus
1866 Sisyphus eller 1972 XA är en apollo-asteroid upptäckt 5 december 1972 av den Schweiziska astronomen Paul Wild vid Observatorium Zimmerwald. Man har dock kunnat spåra asteroiden tillbaka till 1955. Asteroiden har fått sitt namn efter Sisyfos inom grekisk mytologi.
Asteroiden är en av de största som korsar jordens omloppsbana. Det föreligger idag ändå ingen risk att asteroiden kommer att krocka med planeten då det kortaste avståndet mellan omloppsbanorna är 15 500 000 km.
Den korsar även Mars omloppsbana.

## Måne
En måne upptäcktes med radar 1985 vid Arecibo Observatory i Puerto Rico och bekräftades 2007.